# スカイ・ハイ (1975年の映画)
スカイ・ハイ (The Man from Hong Kong) は、1975年に公開された香港アクション映画。監督、脚本ブライアン・トレンチャード＝スミス。監督デビュー作であった。出演ジミー・ウォング、ジョージ・レーゼンビー。この映画はオーストラリアと香港の合作として初めて製作された映画であり、『ジェームズ・ボンド』と『ダーティハリー』を諷刺している
主題歌はジグソーが歌う『スカイ・ハイ』であり、ヒット曲となった。

## あらすじ
オーストラリアの麻薬捜査局は麻薬密売人を逮捕する。ファン・レイ警部は密売人から麻薬組織の情報を吐かせる。その組織のボスであるウイルトンは、シドニーで麻薬や売春を一手に握る存在であった。

## キャスト
| 役名                     | 俳優                   | 日本語吹替                         |
| 役名                     | 俳優                   | 日本テレビ版                       |
| ------------------------ | ---------------------- | ---------------------------------- |
| ファン・シン・レン警部   | ジミー・ウォング       | 池田秀一                           |
| ジャック・ウィルトン     | ジョージ・レーゼンビー | 森川公也                           |
| アンジェリカ             | レベッカ・ギリング     | 麻上洋子                           |
| キャロライン・ソーン     | ロザリンド・スピアーズ | 平井道子                           |
| ウィラード               | フランク・スリング     | 滝口順平                           |
| モリー・グロッセ巡査部長 | ヒュー・キース・バーン | 秋元羊介                           |
| ボブ・テイラー警部補     | ロジャー・ワード       | 森山周一郎                         |
| ウィン・チャン           | サモ・ハン・キンポー   | 立壁和也                           |
| 運転手                   |                        | 仲木隆司                           |
| 刑事                     |                        | 千葉耕市                           |
| ガイド                   |                        | 山田栄子                           |
|                          |                        |                                    |
| 演出                     | 演出                   | 長野武二郎                         |
| 翻訳                     | 翻訳                   | 大野隆一                           |
| 効果                     |                        |                                    |
| 調整                     |                        |                                    |
| 制作                     | 制作                   | ニュージャパンフィルム             |
| 解説                     | 解説                   | 水野晴郎                           |
| 初回放送                 | 初回放送               | 1978年9月27日 『水曜ロードショー』 |